# Charnia

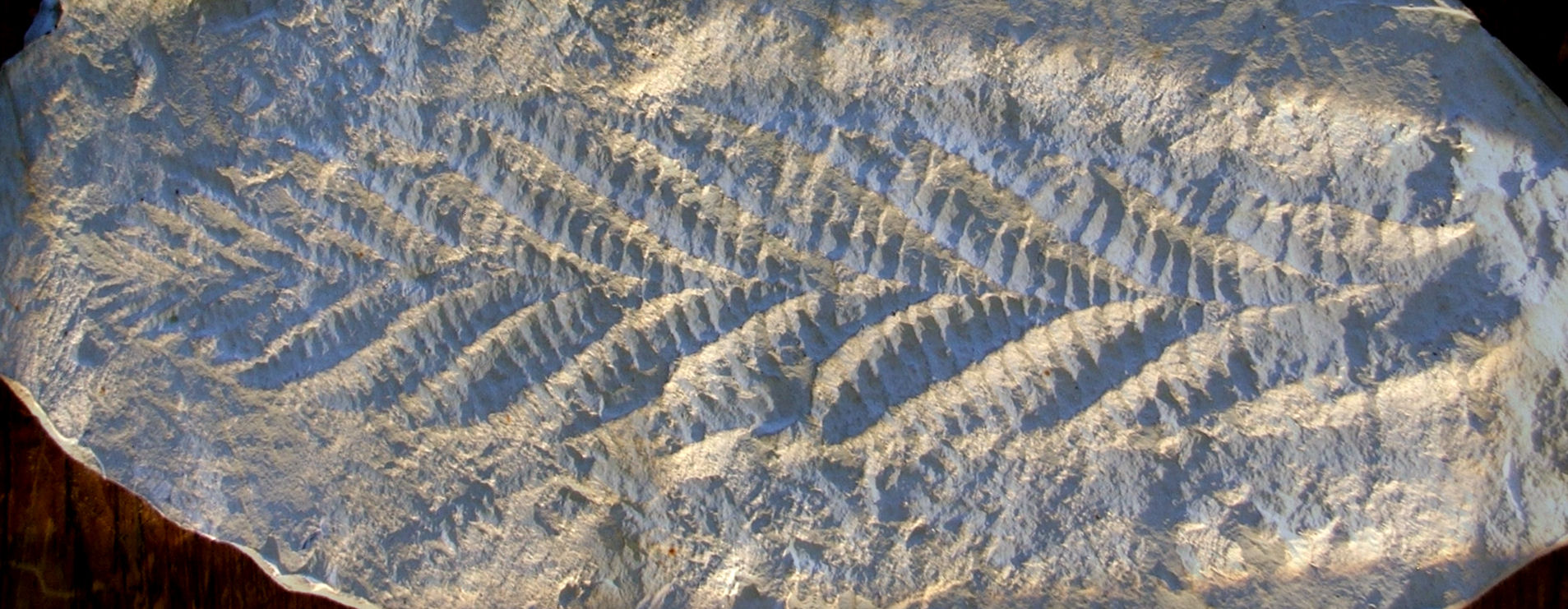
Fosilie jedince rodu Charnia

Charnia je rod vyhynulých mnohobuněčných organismů z období ediakara, patřící do řádu Rangeomorpha. Jde o jediný druh čeledi Charniidae (do které se ale dříve zařazoval i rod Paracharnia).
Jde o živočichy s tvarem plochého vějířovitého listu a se segmentovanými větvemi. Žili zřejmě pevně ukotveni na mořském dně ve větší hloubce. Pojmenováni byli podle svého naleziště Charnwood Forest v anglickém hrabství Leicestershire. Jde o fosilie jednoho z prvních živočichů a také o nejstarší zachované makrofosilie. Někteří jedinci dorůstali i velikosti jednoho metru, avšak kompletní fosílie jsou vzácné.
Charnia byla poprvé popsána jako řasa, později ale začala být považována za živočicha podobného pérovníkům. Jiné interpretace řadí Charnii do samostatné skupiny organismů z mladšího prekambria, které svým vzhledem připomínají nafukovací matraci. Tato skupina se označuje jako Vendobionta.

## Popis
Charnia je perovitá, dvoustranně symetrická a připomíná zpevněný list, jehož jednotlivé lupeny se navzájem dotýkají po celé své délce. „Lupeny“ nasedají na středovou svislou osu pod úhlem zhruba 45° a jsou členěny do pravidelných drobných oddílů. V případě, že by šlo o organismus blízký pérovníkům, byly by tyto komůrky nejspíše osídleny polypy.

## Diverzita

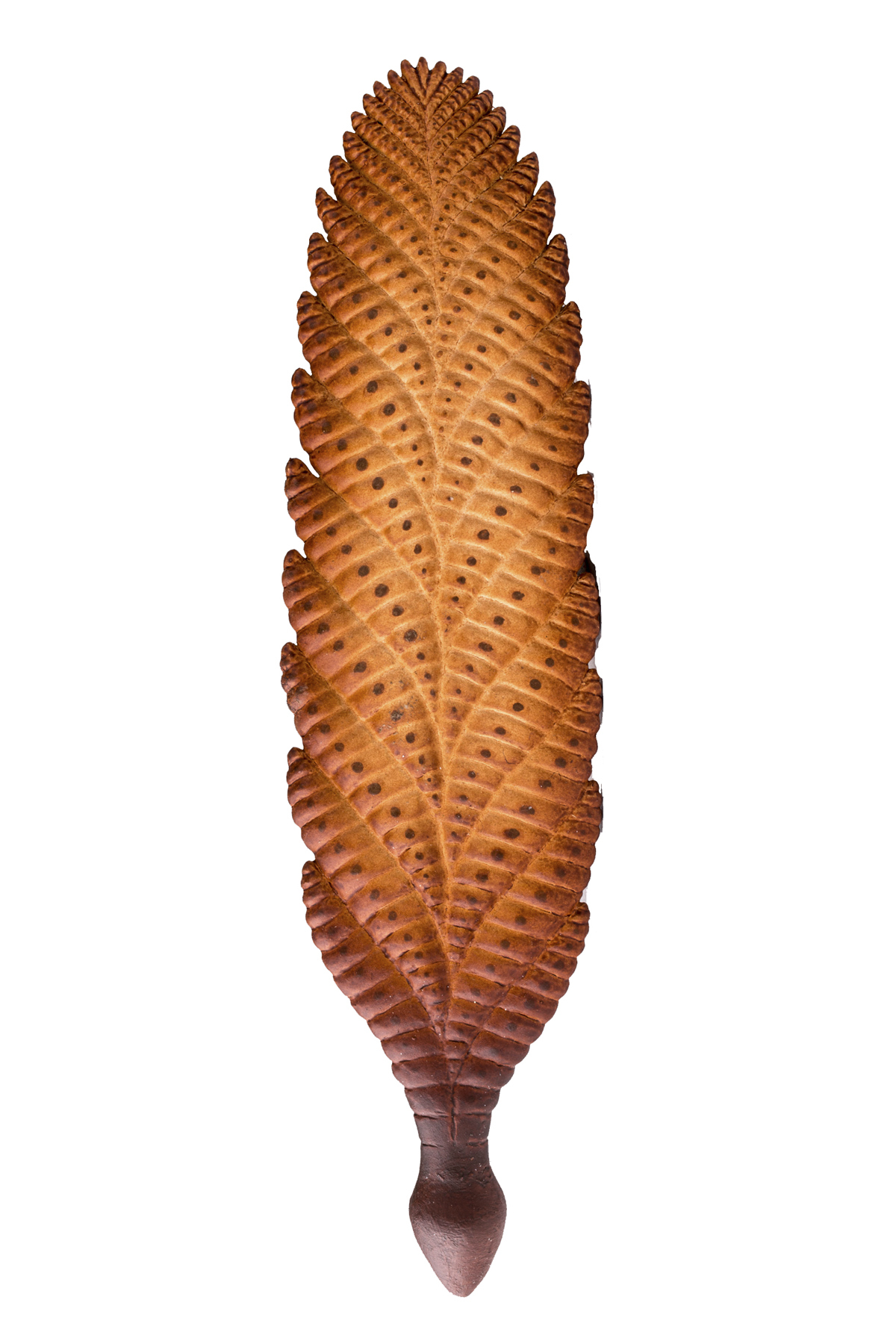
Charnia

Tři známé druhy, C. masoni Ford 1958 C. wardi Narbonne & amp; Gehling 2003 a C. antecedens Laflamme et al. 2007 se mohou lišit na základě délky/šířky a stupně připevnění přilehlých větví.
Druhy Charnia masoni (synonymum Charny siberica (Sokolov, 1972), Charnia grandis (Glaessner a Wade, 1966)) upoutaly pozornost vědců v roce 1957 díky tehdy chlapci Rogeru Masonovi, který se později stal geologem a profesorem petrologie. Dnes je území nálezu chráněno a pojmenováno po místním geologovi Trevoru Fordovi. Tina Negus, v té době 15letá školačka, viděla fosilii o rok dříve. Její učitel geografie, kterému o nálezu řekla, však možnost existence prekambrických fosilií popřel. Holotyp tohoto druhu je dnes umístěn, spolu se sesterským taxonem Charniodiscus, v New Walk Museum v Leicesteru.
Charnia wardii, objevená v roce 1978 v jihovýchodním Newfoundlandu, byla popsána až v roce 2003. Je to nejdelší známá ediakarská fosilie, někteří jedinci dosahují délky až dvou metrů. Holotypem je zlomkový vzorek se strukturou podobnou jako C. masoni. Byla uznána za nový druh a to na základě dlouhého a úzkého tvaru.
Charnia antecedens má více nepravidelných větví a větší úhel větvení než C. Masoni.
Ediakarské formy taxonů reprezentují Charnia (nebo Charniodiscus) v různém stádiu rozkladu; Ivesheadia, Blackbrookia, Pseudovendia a Shepshedia.

## Význam
Charnia je velmi významná fosilie a to z několika důvodů. Prvním důvodem je, že jde o první popsanou fosilii, která nesporně pochází z prekambrických hornin. Před tímto objevem bylo období prekambria považováno za období kompletně bez fosilií a tím pádem bez komplexního života. Přesto byly podobné fosilie objeveny v 30. letech 20. století v Namibii a ve 40. letech v Austrálii. Byla však považovány za fosilie kambrické a v té době považovány za nevýznamné.
Druhým důvodem je, že Charnia se stala trvalým obrazem prekambrických živočichů. Původně byla považována za řasu (Algae, Ford 1958). Od roku 1966 až dodnes (Glaessner) byla velkolepě překlasifikována do řádu pérovníci (Pennatulacea či Pennatularida, sesterský taxon dnešních moderních korálů – řádu laločníci, Alcyonacea).
S takovým chápáním prekambrických pérovníků se vytvořil prostor pro rozlišení dalších hlavních prekambrických živočichů. Přesto byla interpretace pérovníků zpochybněna, a současný stav není „stav vědecký“ ale cosi jako „stav nevědomosti/ignorance“.
Stále populárnější teorie vznikla v polovině 80. let 20. století. Vychází z práce profesora Adolfa Seilachera, který předpokládal, že Charnia patří do vyhynulé skupiny neznámého stupně, který byl omezen na období ediakara. Tato teorie předpokládá, že skoro všechny formy, které byly pokládány za členy několika moderních živočišných skupin, jsou vlastně více úzce příbuzné sami sobě než všem ostatním. Nová skupina byla označena termínem Vendobiota, různorodá skupina živočichů, jejíž systematické zařazení je nejisté, všechny však zřejmě spojuje vznik jednopolárním opakováním buněk jednoho typu.

## Rozšíření
Charnia je časově i geograficky nejrozšířenější ediakarská fosilie. Nejhojnější vzorky, které jsou zároveň nejstaršími hodnověrně datovanými ediakarskými fosiliemi, pocházejí z jihovýchodního pobřeží ostrova Newfoundland.

## Způsob života
O způsobu života těchto druhů je známo jen málo informací a jsou dnes proto předmětem výzkumu. Šlo o bentické živočichy, ukotvené na mořském dně, kde vláli podobně jako chaluhy. Podle současné populární hypotézy, žili pravděpodobně ve větších hloubkách, mimo působení vln (možná velmi hluboko od jejich působení). To znamená, že by pravděpodobně nemohli využívat fotosyntézu. Jiným předpokladem je, že tvar živočicha by mohl být přizpůsoben k zachycování slunečního záření pro symbiotické fotosyntetizující řasy nebo bakterie, které pravděpodobně zabarvovaly organismus do zelena. Nemají žádný trávicí orgán (ústa, střevo apod.) Některé zdroje předpokládají, že se živili filtrováním nebo přímým absorbováním živin, výzkum jejich způsobu života však není ukončen.
Růst a vývoj ediakarské fauny je předmětem intenzivního výzkumu a právě ten zdiskreditoval hypotézu o pérovnících. V kontrastu s pérovníky (kteří rostou přidáváním nové tkáně odspodu), totiž Charnia roste přidáváním nových větví na jejich konečcích.